# 1980 في سريلانكا
فيما يلي قوائم الأحداث التي وقعت خلال عام 1980 في سريلانكا.

## سياسة

### تعيين في المنصب
- 14 فبراير – رانيل ويكريمسينغه وزير التعليم [الإنجليزية]‏.

### انتهاء فترة المنصب
- 1 يناير – سيريمافو باندرانايكا عضو برلمان سريلانكا.

## مواليد

### مارس
- 25 مارس – كاسون جاياسوريا لاعب كرة قدم سريلانكي.

## وفيات

### ديسمبر
- 4 ديسمبر – هاميلتون شيرلي أميراسينغ (مواليد 1913) دبلوماسي سريلانكي.